# Liste der Bodendenkmale in Welzow
In der Liste der Bodendenkmale in Welzow sind alle Bodendenkmale der brandenburgischen Gemeinde Welzow und ihrer Ortsteile aufgelistet. Grundlage ist die Veröffentlichung der Landesdenkmalliste mit dem Stand vom 31. Dezember 2020.
Die Baudenkmale sind in der Liste der Baudenkmale in Welzow aufgeführt.
|   | Gemarkung       | Flur     | Kurzansprache | Bodendenkmalnummer | Bemerkung | Bild |
| - | --------------- | -------- | --- | ------------------ | --------- | ---- |
| 1 | Proschim (Lage) | 3, 4     | Dorfkern Neuzeit, Dorfkern deutsches Mittelalter                                                                   | 120497             |           |      |
| 2 | Proschim (Lage) | 6        | Siedlung Eisenzeit                                                                                                 | 120679             |           |      |
| 3 | Proschim (Lage) | 2        | Siedlung Bronzezeit                                                                                                | 120681             |           |      |
| 4 | Welzow (Lage)   | 2, 9, 11 | Dorfkern deutsches Mittelalter, Kirche Neuzeit, Dorfkern Neuzeit, Friedhof Neuzeit, Friedhof deutsches Mittelalter | 120677             |           |      |